# Novembre 1784

## Événements
- 1er novembre, États-Unis : le Congrès continental se réunit à "French Arms Tavern" à Trenton dans le New Jersey. Cest donc la capitale jusqu'au 24 décembre 1784.

- 3 novembre : inauguration de l’université de Lemberg créée par l’empereur Joseph II. Elle est ouverte aux Polonais et aux Ruthènes et organise un enseignement primaire dans les deux langues[1].

- 26 novembre : l'Archidiocèse de Baltimore de l'église catholique des États-Unis est établie.

- 30 novembre, États-Unis : Richard Henry Lee est élu Président du Congrès continental.

## Naissances
- 25 novembre : Jean Louis Burckhardt (mort en 1817), explorateur et orientaliste suisse.

## Décès
- 1er novembre : Joseph Massie, économiste anglais.
- 21 novembre : Claude Richard (né en 1705), botaniste français.
- 22 novembre : Paolo Frisi (né en 1728), prêtre, astronome et mathématicien italien.